# Théo Hernandez
Pour les articles homonymes, voir Hernandez.
Ne doit pas être confondu avec l'acteur Théo Fernandez.
Théo Hernandez, né le 6 octobre 1997 à Marseille (Bouches-du-Rhône), est un footballeur international français qui évolue au poste d'arrière gauche à l'Al-Hilal FC. Il est le fils de Jean-François Hernandez et le frère cadet de Lucas Hernandez, lui aussi international français.
Théo Hernandez est formé à l'Atlético de Madrid. Après la saison 2015-2016 passé au sein de l'équipe réserve, le défenseur est prêté au Deportivo Alavés avec qui il débute en professionnel et est finaliste de la Coupe du Roi 2016-2017. Ses performances le voient être recruté par le Real Madrid où il étoffe son palmarès d'une Supercoupe d'Espagne, d'une Coupe du monde des clubs et d'une Ligue des champions. À l'été 2019, il rejoint l'AC Milan avec qui il est champion 2022 et lauréat de la Supercoupe d'Italie 2024.
Théo Hernandez intègre les équipes de France jeunes à partir de 2015. Retenu en équipe de France A en 2021 par Didier Deschamps, Théo remporte la Ligue des Nations aux côtés de son frère Lucas. Le mois suivant, ils sont les premiers frères évoluant ensemble en équipe de France de football en 89 ans. Il remplace son frère blessé au poste d'arrière gauche en équipe de France lors de la Coupe du monde 2022 et participe à l'épopée de son équipe jusqu'en finale, perdue aux tirs au but face à l'Argentine. Il est également sélectionné pour l'Euro 2024.

## Biographie

### Jeunesse et formation espagnole
Théo Hernandez, né le 6 octobre 1997 à Marseille, est le fils de Jean-François Hernandez, footballeur professionnel français d'origine espagnole né à Tours en 1969, et d'une mère française, Laurence Py. Il possède également la nationalité espagnole,. En 2000, Théo déménage avec sa mère et son frère, Lucas, en Espagne alors que son père joue dans le championnat espagnol,,.
En 2003, son père disparaît sans laisser d'adresse. Tout comme son frère, Théo Hernandez n'a plus de contact avec son père depuis lors,,. En 2004, les frères débutent le football au Rayo Majadahonda, aux côtés notamment de Rodri. « La séparation a été traumatisante, » se souvient Enrique Vedia, président de Majadahonda. « À l'époque, nous avons participé aux frais scolaires pour aider la famille ».
Théo rejoint l'équipe des jeunes de l'Atlético de Madrid en 2008 à l'âge de dix ans. Il joue peu dans les équipes de jeunes, étant un « frère de » peu considéré. Après avoir joué pour les catégories de jeunes, il est promu dans l'équipe réserve durant l'été 2015.

### Débuts à l'Atlético et prêt à Alavés
Théo fait ses débuts en équipe première le 30 août 2015 contre CD Puerta Bonita (victoire 4-3 à l'extérieur). Le 3 février 2016 de l'année suivante, il renouvelle son contrat. Théo évolue avec l'Atlético de Madrid B, l'équipe réserve, durant la saison 2015-2016.
Courtisé par Lyon ou le FC Barcelone durant l'été 2016, le jeune homme prolonge une nouvelle fois son contrat avec son club jusqu'en 2021. Immédiatement après, il est prêté au Deportivo Alavés pour une durée d'un an,. Il réalise ses débuts professionnels contre le Sporting de Gijón (match nul 0-0) à domicile, le 28 août 2016. Le 7 mai 2017, il marque le premier but de sa carrière professionnelle face à l'Athletic Bilbao à seulement 19 ans, 7 mois et 1 jour. En fin de mois, il fait partie de l'équipe révélation du championnat d'Espagne, établie par l'UEFA. Le 27 mai 2017, il égalise contre le FC Barcelone en finale de Coupe du Roi sur coup franc, mais ne peut empêcher la défaite 3-1 au stade Vicente-Calderón.

### Real Madrid
Le 5 juillet 2017, il est recruté pour 25 millions d'euros par le Real Madrid et signe un contrat de six ans. Son équipe gagne la Supercoupe d'Europe 2017 face à Manchester United sans que Théo entre en jeu. Resté sur le banc au match aller (victoire 1-3), Théo dispute son premier match avec le Real le 16 août 2017, en remplaçant Marco Asensio à la 75e minute du match retour de la Supercoupe d'Espagne. Le Real gagne le match face au FC Barcelone (2-0). Il connaît son premier match et sa première titularisation en Liga le 9 septembre 2017 en disputant l'intégralité de la rencontre contre Levante (1-1). Il dispute son premier match en Ligue des champions le 1er novembre 2017 en rentrant à la 81e minute contre Tottenham (défaite 3-1). Son temps de jeu dans l'équipe de Zinédine Zidane est réduit avec seulement huit matchs en Liga en mars 2018. En fin de saison, il gagne la Ligue des champions 2017-2018 avec Zinédine Zidane face à Liverpool.
Le 10 août 2018, il est prêté à la Real Sociedad pour une saison. Le 18 août, il joue son premier match avec la Sociedad, pour une victoire contre Villarreal (1-2). Le 21 septembre 2018, il est expulsé pour avoir donné une gifle à un joueur de Huesca, il écope de quatre matchs de suspension. Le 9 novembre, il marque son premier but avec les Basques, sur le terrain de Levante pour une victoire 1-3.

### Confirmation à l'AC Milan
Le 7 juillet 2019, Hernandez a rejoint le club de Serie A, l'AC Milan, dans un accord d'une valeur maximale de 20 millions d'euros,. Le transfert a été approuvé et réalisé par Paolo Maldini, qui l'a rencontré informellement à Ibiza pour le convaincre de rejoindre l'équipe. Hernandez a fait ses débuts le 21 septembre, jouant 18 minutes lors de la défaite 2-0 contre l'Inter Milan dans le Derby della Madonnina. Il a marqué son premier but pour les Rossoneri le 5 octobre, aidant les visiteurs à revenir de l'arrière pour gagner 2-1 contre Genoa. Au cours de sa première saison avec Milan, il a réussi à marquer 7 buts dans toutes les compétitions et a effectué 3 passes décisives,.

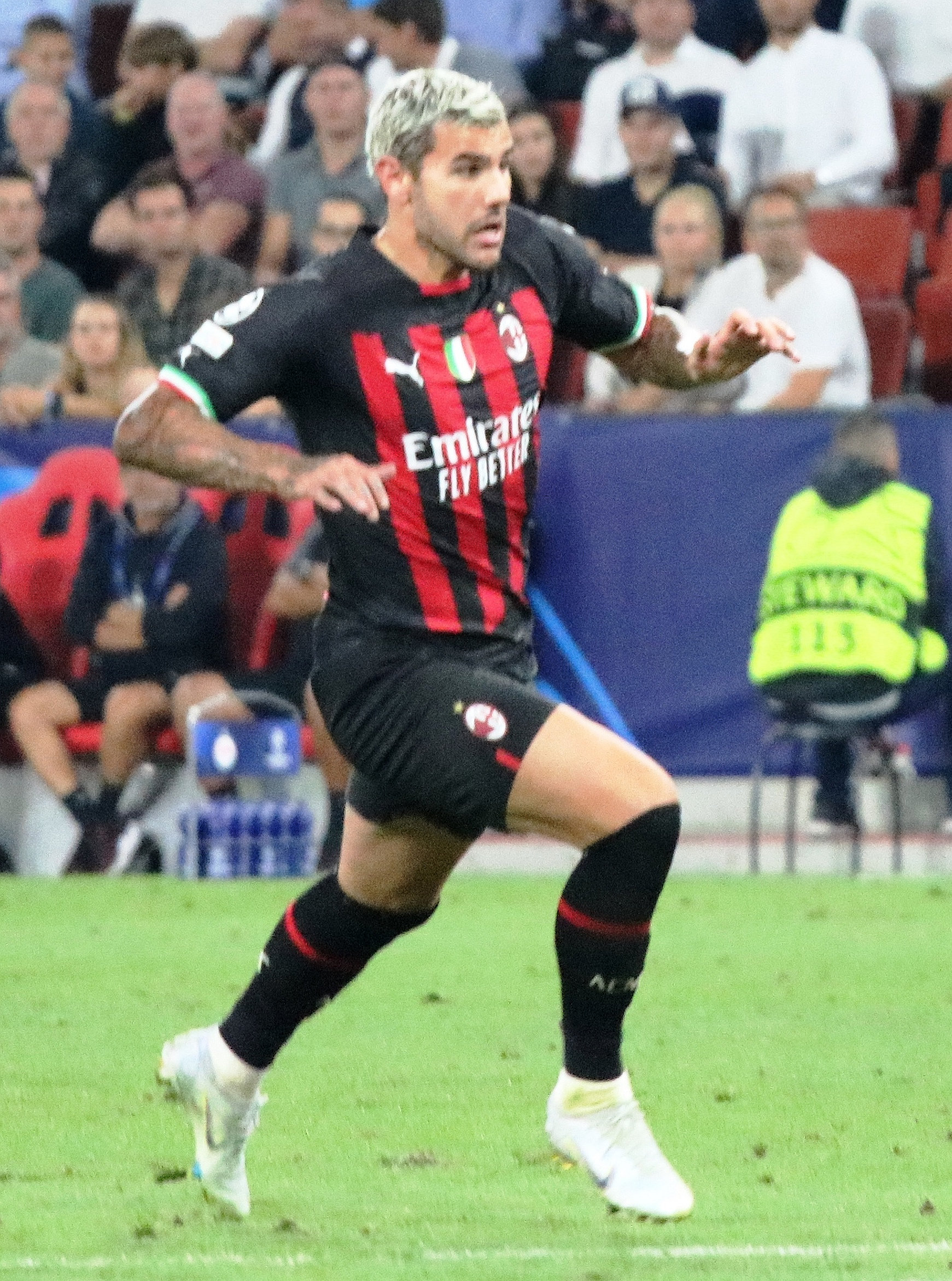
Hernandez jouant pour l'AC Milan en 2022

Le 23 décembre 2020, le but victorieux de Hernandez à la 93e minute a offert à l'AC Milan une victoire contre Lazio et les a maintenus en tête de la Serie A. Au cours de la saison 2020-21, Hernandez a été le seul défenseur dans les cinq grandes ligues européennes à avoir marqué deux doublés. Il a également été le défenseur ayant réussi le plus de dribbles en Serie A cette saison-là, avec 73. Lors de sa deuxième saison avec l'équipe, il a réussi à marquer 8 buts et à délivrer 7 passes décisives dans toutes les compétitions.
Le 6 janvier 2022, Hernandez a porté le brassard de capitaine pour la première fois contre l'AS Rome. Trois jours plus tard, il a marqué deux buts lors d'une victoire 3-0 contre Venezia, devenant le premier défenseur à marquer au moins trois doublés dans l'histoire de la Serie A de l'AC Milan. Le 11 février, Hernandez a renouvelé son contrat avec Milan jusqu'en 2026.
Le 15 mai 2022, contre l'Atalanta Bergame, Hernandez a parcouru 95 mètres avant de marquer le deuxième but d'une victoire 2-0. Une semaine plus tard, Milan a remporté son premier titre de Serie A en 11 ans. Les contributions de Hernandez étaient de 5 buts et 6 passes décisives, le plus pour n'importe quel défenseur en Serie A cette saison-là.
À la fin de l'année 2023, en raison de l'absence sur blessure de plusieurs coéquipiers, Hernandez est repositionné durant plusieurs semaines au poste de défenseur central et s'y révèle performant,.
Après un début de saison 2024-2025 « en dents de scie », Hernandez inscrit à la fin du mois de septembre son 29e but en Serie A, égalant ainsi la performance de Paolo Maldini durant l'ensemble de sa carrière. Régulièrement capitaine en début de saison, Hernandez perd sa place de titulaire au milieu du mois de décembre, ayant besoin de « récupérer physiquement » selon l'entraîneur Paulo Fonseca,. Celui-ci est licencié à la fin du mois de décembre et est remplacé par Sérgio Conceição. Sous sa direction, Hernandez se montre décisif lors de la victoire de son club en Supercoupe d'Italie au début du mois de janvier. Il n'est en revanche plus capitaine, le rôle étant attribué par Conceição à Mike Maignan. En dehors de cette rencontre, il montre néanmoins des limites physiques qui influent négativement sur ses prestations. En février son expulsion lors du barrage retour de Ligue des champions contre le Feyenoord Rotterdam contribue à l'élimination de son équipe à ce stade de la compétition.
Ses prestations de 2024-2025 amènent la presse italienne à évoquer un départ du joueur. Ainsi le Corriere della Sera évoque au mercato hivernal une offre de transfert de 40 millions pour le joueur français transmise par le Como 1907 qu'aurait accepté l'AC Milan. Hernandez aurait refusé l'offre de salaire de 7 millions d'euros par an. Son échec en Ligue des champions alimente l'hypothèse de son départ en fin de saison, ce qui se concrétise.

### Al-Hilal
En juillet 2025, le club saoudien d'Al-Hilal FC annonce le recrutement d'Hernandez pour trois saisons. Le montant du transfert est estimé à 25 millions d'euros, le joueur recevant un salaire évalué à 20 millions d'euros par an.

### En équipe nationale

#### Sélections de jeunes
Théo Hernandez est sélectionné dans les équipes de France U18, U19 et U20.
En 2015, Ludovic Batelli, qui sera son sélectionneur des moins de 18 jusqu'au moins de 20 ans, cherche vainement un défenseur central gaucher pour stabiliser son équipe de France U18. L'entourage de Théo le contacte et vante la polyvalence de ce dernier, capable de jouer sur le côté gauche ou dans l'axe. « Il avait réalisé d'un tournoi éblouissant en Corée avec les U18 en 2015. Il amenait beaucoup de choses dans le couloir », se rappelle Batelli début 2020.
À l'été 2016, Hernandez ne participe pas à l'Euro U19 que la France remporte, retenu par Diego Simeone, son entraîneur à l'Atlético de Madrid. Le défenseur totalise neuf capes en équipe de France U19.
Début 2017, Théo est convoqué pour la Mondial U20 avec la France. Mais, une nouvelle fois, son club du Deportivo Alavés, où il est prêté et qui dispute la finale de la Coupe du Roi, ne le libère pas,.
Convoqué par Sylvain Ripoll en équipe de France espoirs le 31 mai 2017, Théo Hernandez ne se présente pas au rassemblement, étant en vacances à Marbella,. Il envisage alors une naturalisation espagnole avant d'affirmer en 2019 être « enchanté d'y aller » s'il est convoqué en équipe de France. Il déclare également en 2020 : « J'ai fait une erreur de jeunesse. Mais ce n'était pas clair non plus à tous les niveaux. On va dire aussi qu'on ne m'avait pas poussé à y aller, peut-être que certaines personnes espéraient peut-être que je choisisse l'Espagne ». Officiellement, la Fédération française de football (FFF) ne le sanctionne pas, mais le sélectionneur des espoirs ne le rappelle plus.

#### Équipe A
Le 26 août 2021, il est sélectionné dans l'équipe de France A par Didier Deschamps, pour jouer les matchs contre la Bosnie-Herzégovine, l'Ukraine et la Finlande, comptant pour les qualifications à la Coupe du monde 2022 au Qatar. Le 7 septembre 2021, il connaît sa première titularisation contre la Finlande et joue l'intégralité de la rencontre (victoire 2-0).
Un mois après sa première apparition avec les Bleus, Théo Hernandez dispute son deuxième match international le 7 octobre 2021 à l'occasion de la demi-finale de la Ligue des nations 2020-2021 face à la Belgique. Le piston gauche français commence la rencontre aux côtés de son frère Lucas, faisant d'eux les premiers frères titulaires en équipe de France depuis Jean et Lucien Laurent en 1932, soit 89 ans après. Menée 2-0 à la mi-temps, la France revient à 2-2,frappe croisée puis Théo Hernandez inscrit son premier but tricolore et offre la qualification aux Bleus à la 90e minute sur une  à l'entrée de la surface,. Le 10 octobre, en finale face à l'Espagne, à la 80e minute, alors que les deux équipes sont a égalité 1-1, il lance Kylian Mbappé dans la profondeur, à la limite du hors-jeu, et ce dernier s'en va marquer le but contesté de la victoire, validé après recours à la VAR.
Théo Hernandez fait partie, avec son frère Lucas, des 26 joueurs de l'équipe de France sélectionnés pour disputer la Coupe du monde au Qatar, et il est annoncé comme titulaire potentiel au poste d'arrière gauche et non plus de piston, Didier Deschamps ayant décidé de passer sa ligne défensive de trois à quatre joueurs. Lors du premier match de la France contre l'Australie, il rentre en jeu à la 13e minute, pour remplacer son frère Lucas victime d'une blessure au genou et qui doit déclarer forfait pour la suite de la compétition. Dès lors titulaire au poste d'arrière gauche pour le deuxième match, il délivre une passe décisive à Kylian Mbappé pour l'ouverture du score face au Danemark. Le match se conclut par une victoire 2-1 et la qualification directe de la France pour les huitièmes de finale du Mondial. En demi-finale face au Maroc, il marque le premier but à la 5e minute (victoire 2-0).
En mai 2024, il figure dans une liste de 25 joueurs appelés par Didier Deschamps pour l'Euro 2024. Gêné à un genou durant la préparation de la compétition, ça ne l'empêche pas de disputer toutes les rencontres de l'équipe de France. Il se montre davantage impliqué sur le plan défensif en comparaison des compétitions précédentes et est en revanche moins présent offensivement, ce qui s'explique par la méforme de son coéquipier à gauche, Kylian Mbappé. L'équipe de France est éliminée à l'issue des demi-finales par l'Espagne (2-1).
En mai, il fait partie du groupe de 25 joueurs convoqués pour participer à la phase finale de Ligue des nations. Il est titulaire lors de la demi-finale perdue contre l'Espagne mais n'entre pas en jeu lors de la petite finale remportée contre l'Allemagne.

## Style de jeu
Début 2020, Ludovic Batelli, son sélectionneur en Équipes de France des moins de 18 jusqu'au moins de 20 ans, énumère : « C'est un compétiteur, un guerrier et un athlète complet physiquement. Il adore attaquer et contre-attaquer. Il est doté d'un très bon pied gauche pour centrer ou frapper au but. C'est un défenseur polyvalent dans tous les systèmes ».

## Vie personnelle
Le père d'Hernandez, Jean-François, était également un footballeur. Défenseur central originaire de France, il a lui aussi joué pour l'Atlético de Madrid,; Son frère aîné Lucas, qui joue pour le Paris Saint Germain et l'équipe nationale de France, a également été formé au club. En 2022, le journal français L'Équipe a découvert que Jean-François - disparu en 2004 - vivait en Thaïlande, et aurait prétendument été légalement empêché par son ancienne partenaire de voir leurs enfants.
Il est en couple avec la mannequin italienne Zoe Cristofoli depuis juin 2020. Le 7 avril 2022, le fils du couple, Theo Junior, est né. Le 7 avril 2025, trois ans après la naissance de leur fils, leur fille Cloe Marie est née.

## Statistiques

### Par saison
| Saison                | Club                    | Championnat           | Championnat | Championnat | Championnat | Coupe(s) nationale(s) | Coupe(s) nationale(s) | Coupe(s) nationale(s) | Supercoupe | Supercoupe | Supercoupe | Compétition(s) continentale(s) | Compétition(s) continentale(s) | Compétition(s) continentale(s) | Compétition(s) continentale(s) | Total | Total | Total |
| Saison                | Club                    | Division              | M.          | B.          | P.d.        | M.                    | B.                    | P.d.                  | M.         | B.         | P.d.       | Comp.                          | M.                             | B.                             | P.d.                           | M.    | B.    | P.d.  |
| 2015-2016             | Atlético de Madrid B    | D4                    | 10          | 0           | 0           | -                     | -                     | -                     | -          | -          | -          | -                              | -                              | -                              | -                              | 10    | 0     | 0     |
| 2017-2018             | Real Madrid             | Liga                  | 13          | 0           | 1           | 7                     | 0                     | 1                     | -          | -          | -          | C1                             | 3                              | 0                              | 1                              | 23    | 0     | 3     |
| 2016-2017             | Deportivo Alavés (prêt) | Liga                  | 32          | 1           | 4           | 6                     | 1                     | 0                     | -          | -          | -          | -                              | -                              | -                              | -                              | 38    | 2     | 4     |
| 2018-2019             | Real Sociedad (prêt)    | Liga                  | 24          | 1           | 2           | 4                     | 0                     | 0                     | -          | -          | -          | -                              | -                              | -                              | -                              | 28    | 1     | 2     |
| 2019-2020             | AC Milan                | Serie A               | 33          | 6           | 5           | 3                     | 1                     | 0                     | -          | -          | -          | -                              | -                              | -                              | -                              | 36    | 7     | 5     |
| 2020-2021             | AC Milan                | Serie A               | 33          | 7           | 5           | 2                     | 0                     | 0                     | -          | -          | -          | C3                             | 10                             | 1                              | 2                              | 45    | 8     | 7     |
| 2021-2022             | AC Milan                | Serie A               | 32          | 5           | 7           | 4                     | 0                     | 3                     | -          | -          | -          | C1                             | 5                              | 0                              | 0                              | 41    | 5     | 10    |
| 2022-2023             | AC Milan                | Serie A               | 32          | 4           | 3           | 1                     | 0                     | 0                     | 1          | 0          | 0          | C1                             | 11                             | 0                              | 1                              | 45    | 4     | 4     |
| 2023-2024             | AC Milan                | Serie A               | 32          | 5           | 3           | 2                     | 0                     | 3                     | -          | -          | -          | C1+C3                          | 6+6                            | 0+0                            | 1+2                            | 46    | 5     | 9     |
| 2024-2025             | AC Milan                | Serie A               | 33          | 4           | 3           | 4                     | 0                     | 2                     | 2          | 1          | 1          | C1                             | 10                             | 0                              | 0                              | 49    | 5     | 6     |
| Sous-total            | Sous-total              | Sous-total            | 195         | 31          | 26          | 16                    | 1                     | 8                     | 3          | 1          | 1          | -                              | 48                             | 1                              | 6                              | 262   | 34    | 41    |
| 2025-2026             | Al-Hilal                | Saudi Pro League      | -           | -           | -           | -                     | -                     | -                     | -          | -          | -          | -                              | -                              | -                              | -                              | 0     | 0     | 0     |
| Total sur la carrière | Total sur la carrière   | Total sur la carrière | 274         | 33          | 32          | 33                    | 2                     | 9                     | 3          | 1          | 1          | -                              | 51                             | 1                              | 7                              | 361   | 37    | 49    |

### En sélections nationales
| Saison                | Sélection             | Phases finales              | Phases finales | Phases finales | Phases finales | Éliminatoires | Éliminatoires | Éliminatoires | Ligue des nations | Ligue des nations | Ligue des nations | Matchs amicaux | Matchs amicaux | Matchs amicaux | Total | Total | Total |
| Saison                | Sélection             | Compétition                 | M              | B              | Pd             | M             | B             | Pd            | M                 | B                 | Pd                | M              | B              | Pd             | M     | B     | Pd    |
| --------------------- | --------------------- | --------------------------- | -------------- | -------------- | -------------- | ------------- | ------------- | ------------- | ----------------- | ----------------- | ----------------- | -------------- | -------------- | -------------- | ----- | ----- | ----- |
| 2021-2022             | France                | Ligue des nations 2020-2021 | 2              | 1              | 1              | 2             | 0             | 2             | 2                 | 0                 | 0                 | 1              | 0              | 1              | 7     | 1     | 4     |
| 2022-2023             | France                | Coupe du monde 2022         | 6              | 1              | 2              | 4             | 0             | 0             | -                 | -                 | -                 | -              | -              | -              | 10    | 1     | 2     |
| 2023-2024             | France                | Euro 2024                   | 6              | 0              | 0              | 4             | 0             | 1             | -                 | -                 | -                 | 6              | 0              | 1              | 16    | 0     | 2     |
| 2024-2025             | France                | Ligue des nations 2024-2025 | 1              | 0              | 0              | -             | -             | -             | 4                 | 0                 | 1                 | -              | -              | -              | 5     | 0     | 1     |
| Total sur la carrière | Total sur la carrière | Total sur la carrière       | 15             | 2              | 3              | 10            | 0             | 3             | 6                 | 0                 | 1                 | 7              | 0              | 2              | 38    | 2     | 9     |

### En équipe de France

#### Liste des matchs internationaux
| Matchs internationaux de Théo Hernandez | Matchs internationaux de Théo Hernandez | Matchs internationaux de Théo Hernandez             | Matchs internationaux de Théo Hernandez | Matchs internationaux de Théo Hernandez | Matchs internationaux de Théo Hernandez        | Matchs internationaux de Théo Hernandez                             | Matchs internationaux de Théo Hernandez |
|                                         | Date                                    | Lieu                                                | Adversaire                              | Résultat                                | Compétition                                    | Notes                                                               |                                         |
| --------------------------------------- | --------------------------------------- | --------------------------------------------------- | --------------------------------------- | --------------------------------------- | ---------------------------------------------- | ------------------------------------------------------------------- | --------------------------------------- |
| 1.                                      | 7 septembre 2021                        | Parc Olympique lyonnais, Décines-Charpieu, France   | Finlande                                | 2 - 0                                   | Éliminatoires de la Coupe du monde 2022        | Titulaire.                                                          |                                         |
| 2.                                      | 7 octobre 2021                          | Juventus Stadium, Turin, Italie                     | Belgique                                | 3 - 2                                   | Phase finale de la Ligue des nations 2020-2021 | Titulaire.                                                          |                                         |
| 3.                                      | 10 octobre 2021                         | Stade San Siro, Milan, Italie                       | Espagne                                 | 2 - 1                                   | Phase finale de la Ligue des nations 2020-2021 | Titulaire.                                                          |                                         |
| 4.                                      | 13 novembre 2021                        | Parc des Princes, Paris, France                     | Kazakhstan                              | 8 - 0                                   | Éliminatoires de la Coupe du monde 2022        | Titulaire.                                                          |                                         |
| 5.                                      | 25 mars 2022                            | Stade Vélodrome, Marseille, France                  | Côte d'Ivoire                           | 2 - 1                                   | Match amical                                   | Titulaire.                                                          |                                         |
| 6.                                      | 3 juin 2022                             | Stade de France, Saint-Denis, France                | Danemark                                | 1 - 2                                   | Ligue des nations 2022-2023                    | Titulaire.                                                          |                                         |
| 7.                                      | 10 juin 2022                            | Stade Ernst-Happel, Vienne, Autriche                | Autriche                                | 1 - 1                                   | Ligue des nations 2022-2023                    | Titulaire                                                           |                                         |
| 8.                                      | 22 novembre 2022                        | Stade Al-Janoub, Al Wakrah, Qatar                   | Australie                               | 4 - 1                                   | Coupe du monde 2022                            | Entre en jeu à la place de Lucas Hernandez à la 13e minute de jeu.  |                                         |
| 9.                                      | 26 novembre 2022                        | Stade 974, Doha, Qatar                              | Danemark                                | 2 - 1                                   | Coupe du monde 2022                            | Titulaire.                                                          |                                         |
| 10.                                     | 4 décembre 2022                         | Stade Al-Thumama, Doha, Qatar                       | Pologne                                 | 3 - 1                                   | Coupe du monde 2022                            | Titulaire.                                                          |                                         |
| 11.                                     | 10 décembre 2022                        | Stade Al-Bayt, Al-Khor, Qatar                       | Angleterre                              | 1 - 2                                   | Coupe du monde 2022                            | Titulaire.                                                          |                                         |
| 12.                                     | 14 décembre 2022                        | Stade Al-Bayt, Al-Khor, Qatar                       | Maroc                                   | 2 - 0                                   | Coupe du monde 2022                            | Titulaire.                                                          |                                         |
| 13.                                     | 18 décembre 2022                        | Stade de Lusail, Lusail, Qatar                      | Argentine                               | 3 - 3 4-2 t.a.b                         | Coupe du monde 2022                            | Titulaire et remplacé par Eduardo Camavinga à la 71e minute de jeu. |                                         |
| 14.                                     | 24 mars 2023                            | Stade de France, Saint-Denis, France                | Pays-Bas                                | 4 - 0                                   | Éliminatoires de l'Euro 2024                   | Titulaire.                                                          |                                         |
| 15.                                     | 27 mars 2023                            | Aviva Stadium, Dublin, Irlande                      | République d'Irlande                    | 0 - 1                                   | Éliminatoires de l'Euro 2024                   | Titulaire.                                                          |                                         |
| 16.                                     | 16 juin 2023                            | Stade de l'Algarve, Almancil, Portugal              | Gibraltar                               | 0 - 3                                   | Éliminatoires de l'Euro 2024                   | Titulaire.                                                          |                                         |
| 17.                                     | 19 juin 2023                            | Stade de France, Saint-Denis, France                | Grèce                                   | 1 - 0                                   | Éliminatoires de l'Euro 2024                   | Titulaire.                                                          |                                         |
| 18.                                     | 7 septembre 2023                        | Parc des Princes, Paris, France                     | République d'Irlande                    | 2 - 0                                   | Éliminatoires de l'Euro 2024                   | Titulaire.                                                          |                                         |
| 19.                                     | 12 septembre 2023                       | Signal Iduna Park, Dortmund, Allemagne              | Allemagne                               | 2 - 1                                   | Match amical                                   | Titulaire.                                                          |                                         |
| 20.                                     | 13 octobre 2023                         | Johan Cruyff Arena, Amsterdam, Pays-Bas             | Pays-Bas                                | 1 - 2                                   | Éliminatoires de l'Euro 2024                   | Titulaire.                                                          |                                         |
| 21.                                     | 17 octobre 2023                         | Stade Pierre-Mauroy, Villeneuve-d'Ascq, France      | Écosse                                  | 4 - 1                                   | Match amical                                   | Titulaire.                                                          |                                         |
| 22.                                     | 18 novembre 2023                        | Allianz Riviera, Nice, France                       | Gibraltar                               | 14 - 0                                  | Éliminatoires de l'Euro 2024                   | Titulaire.                                                          |                                         |
| 23.                                     | 21 novembre 2023                        | Stade Agiá Sofiá, Athènes, Grèce                    | Grèce                                   | 2 - 2                                   | Éliminatoires de l'Euro 2024                   | Titulaire.                                                          |                                         |
| 24.                                     | 23 mars 2024                            | Parc Olympique lyonnais, Décines-Charpieu, France   | Allemagne                               | 0 - 2                                   | Match amical                                   | Entre en jeu à la place de Lucas Hernandez à la 61e minute de jeu.  |                                         |
| 25.                                     | 26 mars 2024                            | Stade Vélodrome, Marseille, France                  | Chili                                   | 3 - 2                                   | Match amical                                   | Titulaire.                                                          |                                         |
| 26.                                     | 5 juin 2024                             | Stade Saint-Symphorien, Longeville-lès-Metz, France | Luxembourg                              | 3 - 0                                   | Match amical                                   | Titulaire et remplacé par Jonathan Clauss à la 46e minute de jeu.   |                                         |
| 27.                                     | 9 juin 2024                             | Matmut Atlantique, Bordeaux, France                 | Canada                                  | 0 - 0                                   | Match amical                                   | Titulaire et remplacé par Ferland Mendy à la 46e minute de jeu.     |                                         |
| 28.                                     | 17 juin 2024                            | Düsseldorf Arena, Düsseldorf, Allemagne             | Autriche                                | 0 - 1                                   | Euro 2024                                      | Titulaire.                                                          |                                         |
| 29.                                     | 21 juin 2024                            | Stade de Leipzig, Leipzig, Allemagne                | Pays-Bas                                | 0 - 0                                   | Euro 2024                                      | Titulaire.                                                          |                                         |
| 30.                                     | 25 juin 2024                            | BVB Stadion Dortmund, Dortmund, Allemagne           | Pologne                                 | 1 - 1                                   | Euro 2024                                      | Titulaire.                                                          |                                         |
| 31.                                     | 1er juillet 2024                        | Düsseldorf Arena, Düsseldorf, Allemagne             | Belgique                                | 1 - 0                                   | Euro 2024                                      | Titulaire.                                                          |                                         |
| 32.                                     | 5 juillet 2024                          | Volksparkstadion, Hambourg, Allemagne               | Portugal                                | 0 - 0 3-5 t.a.b                         | Euro 2024                                      | Titulaire.                                                          |                                         |
| 33.                                     | 9 juillet 2024                          | Munich Football Arena, Munich, Allemagne            | Espagne                                 | 2 - 1                                   | Euro 2024                                      | Titulaire.                                                          |                                         |
| 34.                                     | 6 septembre 2024                        | Parc des Princes, Paris, France                     | Italie                                  | 1 - 3                                   | Ligue des nations 2024-2025                    | Titulaire.                                                          |                                         |
| 35.                                     | 10 octobre 2024                         | Bozsik Aréna, Budapest, Hongrie                     | Israël                                  | 1 - 4                                   | Ligue des nations 2024-2025                    | Titulaire et remplacé par Lucas Digne à la 90e minute de jeu.       |                                         |
| 36.                                     | 14 novembre 2024                        | Stade de France, Saint-Denis, France                | Israël                                  | 0 - 0                                   | Ligue des nations 2024-2025                    | Titulaire.                                                          |                                         |
| 37.                                     | 23 mars 2025                            | Stade de France, Saint-Denis, France                | Croatie                                 | 2 - 0 5-4 t.a.b                         | Ligue des nations 2024-2025                    | Titulaire.                                                          |                                         |
| 38.                                     | 5 juin 2025                             | MHPArena, Stuttgart, Allemagne                      | Espagne                                 | 5 - 4                                   | Ligue des nations 2024-2025                    | Titulaire.                                                          |                                         |

#### Buts internationaux
| Buts internationaux de Théo Hernandez | Buts internationaux de Théo Hernandez | Buts internationaux de Théo Hernandez | Buts internationaux de Théo Hernandez | Buts internationaux de Théo Hernandez | Buts internationaux de Théo Hernandez | Buts internationaux de Théo Hernandez | Buts internationaux de Théo Hernandez | Buts internationaux de Théo Hernandez |
|                                       | Date                                  | Lieu                                  | Adversaire                            | Résultat                              | Compétition                           | Notes                                 | Notes                                 | Sel.                                  |
| ------------------------------------- | ------------------------------------- | ------------------------------------- | ------------------------------------- | ------------------------------------- | ------------------------------------- | ------------------------------------- | ------------------------------------- | ------------------------------------- |
| 1.                                    | 7 octobre 2021                        | Juventus Stadium, Turin, Italie       | Belgique                              | 3 - 2                                 | Ligue des nations 2020-2021           | 3 - 2                                 | 90e du pied gauche                    | 2e                                    |
| 2.                                    | 14 décembre 2022                      | Stade Al-Bayt, Al-Khor, Qatar         | Maroc                                 | 2 - 0                                 | Coupe du monde 2022                   | 1 - 0                                 | 5e du pied gauche                     | 12e                                   |

## Palmarès

### En club
Après avoir été finaliste de la Coupe d'Espagne avec le Deportivo Alavés, finale perdue contre le FC Barcelone dans laquelle il marque le seul but des siens, c'est sous les couleurs du Real Madrid que Théo Hernandez remporte ses premiers titres soulevant lors de la saison 2017-2018 la Supercoupe d'Espagne mais surtout la Ligue des Champions ainsi que la Supercoupe de l'UEFA et la Coupe du monde des clubs.
Parti à l'AC Milan, il est sacré champion d'Italie en 2022 et remporte la Supercoupe d'Italie en 2024. Il est également finaliste de la Coupe d'Italie en 2025.
| Deportivo Alavés                        | Real Madrid (4) | AC Milan (2) |
| --------------------------------------- | --- | --- |
| - Coupe d'Espagne : - Finaliste en 2017 | - Supercoupe d'Espagne (1) : - Vainqueur en 2017 - Ligue des champions (1) : - Vainqueur en 2018. - Supercoupe d'Europe (1) : - Vainqueur en 2017 - Coupe du monde des clubs (1) : - Vainqueur en 2017 | - Série A (1) : - Champion en 2022 - Vice-Champion en 2021 et 2024 - Coupe d'Italie : - Finaliste en 2025 - Supercoupe d'Italie (1) : - Vainqueur en 2024 - Finaliste en 2022 |

### En sélection
Avec l'équipe de France, Théo Hernandez a joué l'Euro en 2024 ainsi que la Coupe du monde 2022 dont il est finaliste. Il remporte également la Ligue des nations en 2021 et termine troisième en 2025.
| Équipe de France (1)                                                                                     |
| --- |
| - Coupe du monde : - Finaliste en 2022 - Ligue des nations (1) : - Vainqueur en 2021 - Troisième en 2025 |

### Distinction individuelle
| Distinction                                       | Date |
| ------------------------------------------------- | ---- |
| Joueur du mois de Décembre de Série A.            | 2020 |
| Membre de l'équipe-type de la Série A.            | 2020 |
| Membre de l'équipe-type de la Série A.            | 2021 |
| Membre de l'équipe-type de la Série A.            | 2022 |
| Membre de l'équipe-type de la Coupe du Monde 2022 | 2022 |
| Membre de l'équipe-type du Onze d'or              | 2023 |